# Fio (langue)
 (décembre 2020).
 (juillet 2021).
Le fio est une langue béboïde de l'Est, parlée au Cameroun dans la Région du Nord-Ouest, dans l'arrondissement de Bum. La langue est aujourd'hui en voie de disparition et ne compte aujourd'hui plus que 8 locuteurs.